# Tęczanka Boesemana
Tęczanka Boesemana, tęczanka wspaniała (Melanotaenia boesemani) – ryba z rodziny tęczankowatych (Melanotaeniidae), została wprowadzona do hodowli akwarystycznych w 1982 roku.

## Występowanie
Indonezja w jeziorze Ajamura, prowincja Papua Zachodnia. Odkryta w trakcie wyprawy w latach 1954–1955, opisana w 1980 roku. Złowiona z przeznaczeniem do hodowli została po raz pierwszy przez Heiko Blehera w 1982 roku.

## Wygląd
Jest intensywnie ubarwiona. Głowa i przednia część ciała dorosłego samca są niebieskie, a tylna część ciała i płetwy z tyłu opalizująco żółtopomarańczowe. Samice są nieco mniejsze, słabiej wygrzbiecone i zielonkawo lub żółtawo ubarwione. Długość: do 10 cm.

## Zachowanie
Wychów nie nastręcza problemów. Intensywne ubarwienie pojawia się dopiero po upływie 12–15 miesięcy od urodzenia. Tęczanka Boesemana jest towarzyską, skorą do pływania rybą ławicową. Przeznaczone dla niej akwarium powinno być częściowo gęsto obsadzone roślinami i szczelnie przykryte, gdyż tęczanka  wyskakuje ponad powierzchnię wody.

## Warunki w akwarium
- Woda:
  - temperatura: 25–29 °C
  - pH: 6,8–7,8
  - twardość: 10–20°n.
- Pokarm: żywy, mrożony i suchy.